# Els adolescents (Pablo Picasso)
Els adolescents (Les Adolescents) és un oli sobre tela de 157 × 117 cm pintat per Pablo Picasso l'any 1906 i dipositat al Museu de l'Orangerie de París.

## Context històric i artístic
Adquirit per Paul Guillaume cap al 1930 a la galeria d'Ambroise Vollard, aquest quadre pertany clarament a l'època de Gósol, anomenada així perquè Picasso va sojornar en aquest poble del Berguedà a l'estiu del 1906 amb la seua primera parella sentimental, Fernande Olivier. La producció de l'artista durant aquelles setmanes idíl·liques fou considerable.
Dins de la important col·lecció de fotografies de tipus etnogràfics o regionals que tenia l'artista, hom ha pogut relacionar aquesta tela de caràcter hel·lenitzant amb un clixé de Wilhelm von Plüschow, cosí de Wilhelm von Gloeden i especialista, com ell, dels nus de pretext antic. Les dues figures de Picasso recorden, per la postura, dos dels efebs de la fotografia de von Plüschow, presa a les ruïnes d'un temple egipci.
Jean Cassou va destacar el caràcter mediterrani d'aquesta breu etapa en l'art de Picasso i la seua relació amb l'art d'Aristides Maillol. El classicisme rosa d'aquesta pintura sembla anticipar el període posterior a 1906 de la tornada a l'ordre, el qual caracteritza l'obra de Picasso durant els anys vint.
L'obra no conté, però, cap referència a un context determinat. Picasso produeix ací una obra intemporal, notable per les seues qualitats gràfiques i la seua sobrietat.

## Descripció
La tela, pintada en clarobscur d'ocre rosa lluminós, representa dos joves nus dempeus, hieràtics i situats en un espai indeterminat. La figura de l'esquerra, vista de cara, té els braços recollits al damunt del cap, mentre que la de la dreta, vista d'esquena, porta sobre el cap una peça de terrissa, que agafa amb la mà dreta. Aquesta figura andrògina ha estat sovint descrita com la d'una noia, però sembla que de fet s'inspira en una imatge corresponent a un noi jove, segons suggereix un estudi de les fonts fotogràfiques de l'obra picassiana.
Totes dues figures nues, exposades i modelades sobre un fons monocrom, donen a la composició un caràcter escultòric i clàssic.